# Rudolf Fizir

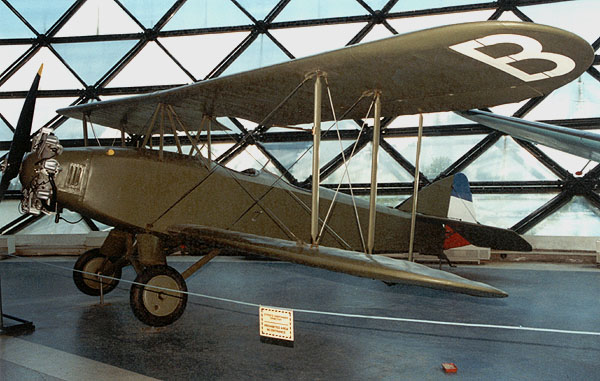
Fizir FN wurde von Rudolf Fizir entworfen und der Prototyp 1929 in seiner Fabrik in Petrovaradin hergestellt

Rudolf Fizir (* 13. Januar 1891 in Ludbreg; † 11. November 1960 in Zagreb) war ein jugoslawischer Ingenieur und Flugzeugkonstrukteur. Er konstruierte und entwarf in seiner Zeit zahlreiche Land- und Wasserflugzeuge. Rudolf Fizir gilt als der größte und produktivste kroatische Flugzeugbauer.

## Leben
Fizir wurde in Ludbreg, einer kleinen Stadt an der Drau  im Norden von Kroatien als zweites von vier Kindern von Mije und Valentine Fizir geboren. Nach der Grundschule in Ludbregu und Besuch der Handwerksschule in Zagreb studierte er an der Technischen Universität Toulouse in Frankreich Luftfahrttechnik. Sein erstes Flugzeug entwarf er 1913 noch als Student. Fizir galt als talentierter Student und bekam seine erste Anstellung im September 1914 bei  Fokker Aeroplanbau GmbH in Schwerin. 1915 erhielt er sein Diplom als Ingenieur. Anton Fokker beauftragte Fizir mit der Organisation der Fokkerproduktion in Budapest.
Nach seiner Rückkehr arbeitete er als Konstrukteur in Deutschland bei der Gesellschaft Hansa und Brandenburgischen Flugzeugwerke GmbH in Brandenburg bei Berlin. Zum Ende des Ersten Weltkrieges wechselt er kurzzeitig die Branche und wurde Designer bei dem Automobilunternehmen Hansa-Lloyd-Werke A.G.  Ab November 1918 war er als Konstrukteur bei den Steyr Automobilwerken in Stettin.

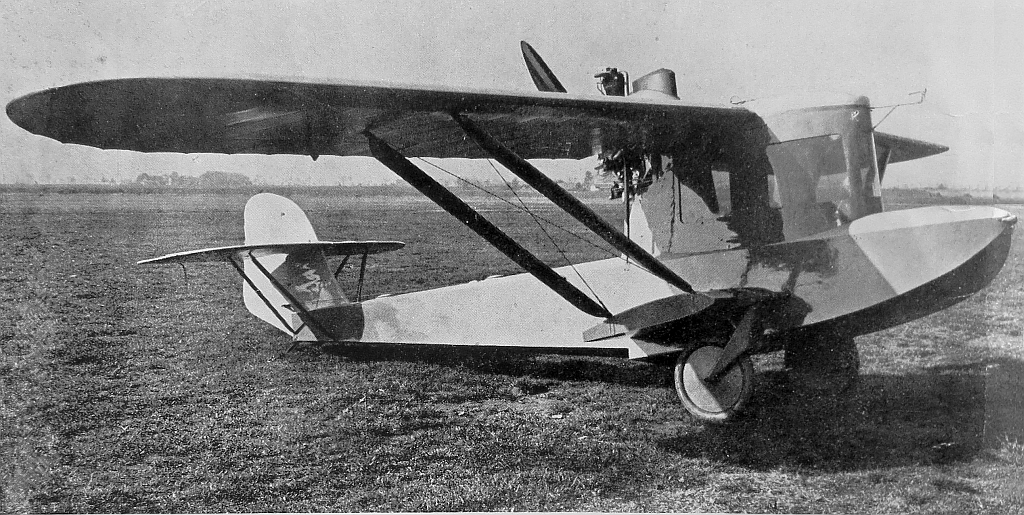
Amphibienflugzeug Fizir A.F.2, 1931

In den 1920er Jahren kehrt er in seine Heimatstadt zurück und wird an dem Bauprojekt der Zagreber Flugzeugfabrik beteiligt, es sollte das Zentrum der Luftfahrt des Staates werden. Da Fizir mit der politischen Meinung der damaligen Regierung nicht einverstanden war, machte er sich selbständig und begann auf eigene Kosten und ohne Verständnis der Regierung im Hinterhof einer Industrieanlage in Petrovaradin, einem Ortsteil von Novi Sad, seine eigenen Flugzeuge zu bauen.
Rudolf Fizir starb am 11. November 1960 in Zagreb an einer Lungenentzündung. In der Ausstellung des Technischen Museums in Zagreb und in Belgrad sind einige gut erhaltene und auch restaurierte Fluggeräte von Rudolf Fizir zu sehen. Von Fizir stammen insgesamt 18 Konstruktionen (2 Amphibien-, 3 Wasser- und 13 Landflugzeuge), die in Petrovaradin entworfen und deren Prototypen dort gebaut und später in jugoslawischen Flugzeugfabriken hergestellt wurden.

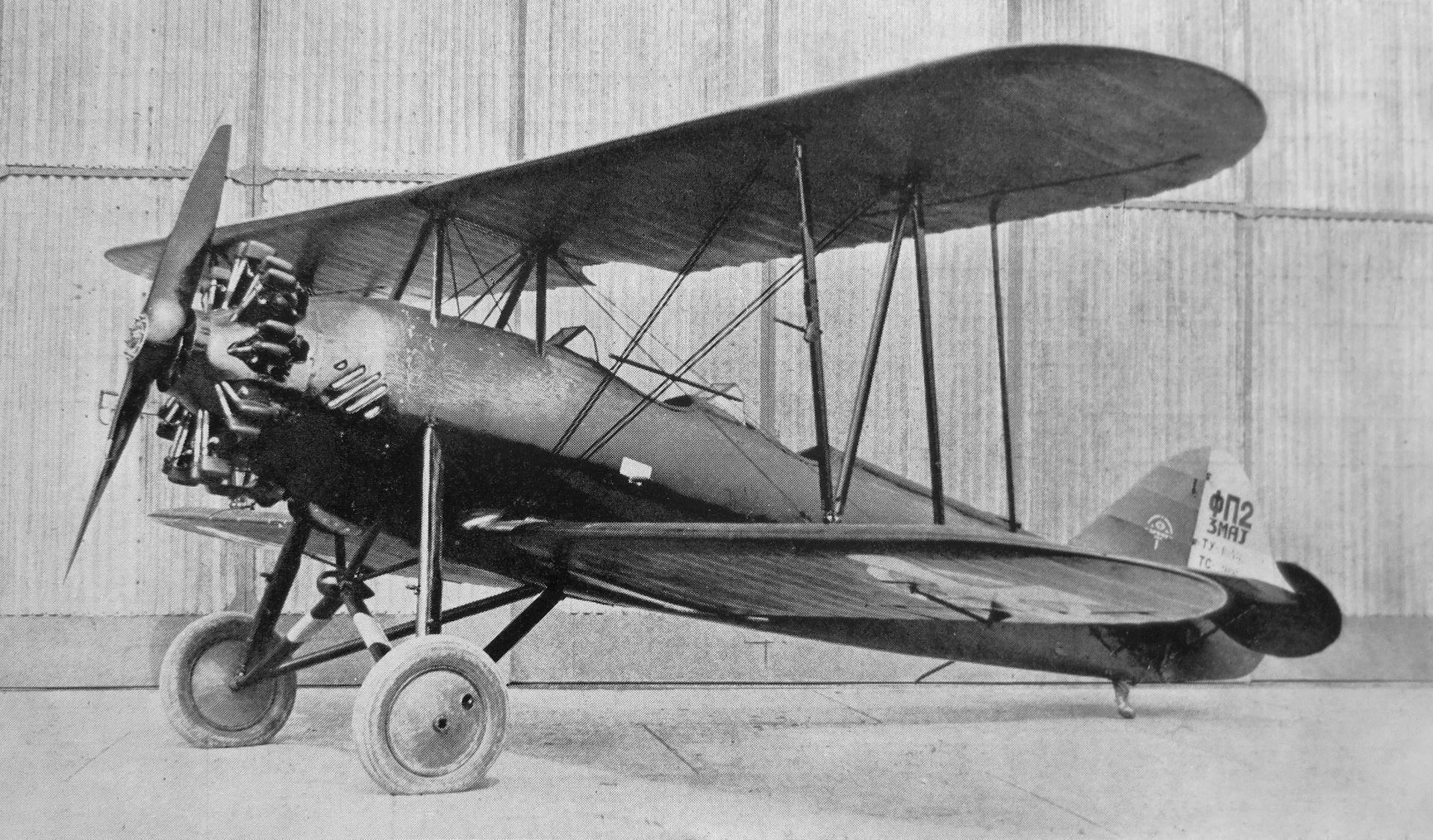
Zmaj Fizir FP-2, 1934

1927 bekam Fizirs Aufklärungsflugzeug mit 240-PS-Maybach-Motor bei einem internationalen Wettbewerb den ersten Preis. Alleine von dem zweisitziges Doppeldeckerschulflugzeug mit offenem Cockpit Fizir FN, das Fizir 1929 entwarf, wurden 210 Stück in den Jahren 1931 bis 1943 gebaut und waren in verschiedenen Ländern im Einsatz.

## Posthum
Durch den Internationalen Luftfahrtverband Fédération Aéronautique Internationale (FIA) wurde er noch im selben Jahr, in dem er verstarb, mit dem renommierten Paul Tissandier Diplom für seinen Beitrag zur Welt der Luftfahrt ausgezeichnet.